# Lessertia dentichelis
Lessertia dentichelis là một loài nhện trong họ Linyphiidae. Chúng được Eugène Simon miêu tả năm 1884.